# 贝曹
贝曹是奥地利福拉尔贝格州布雷根茨县的一个市镇。总面积34.42平方公里，总人口1984人，人口密度57.6人/平方公里（2005年）。